# 黑顶雀百灵

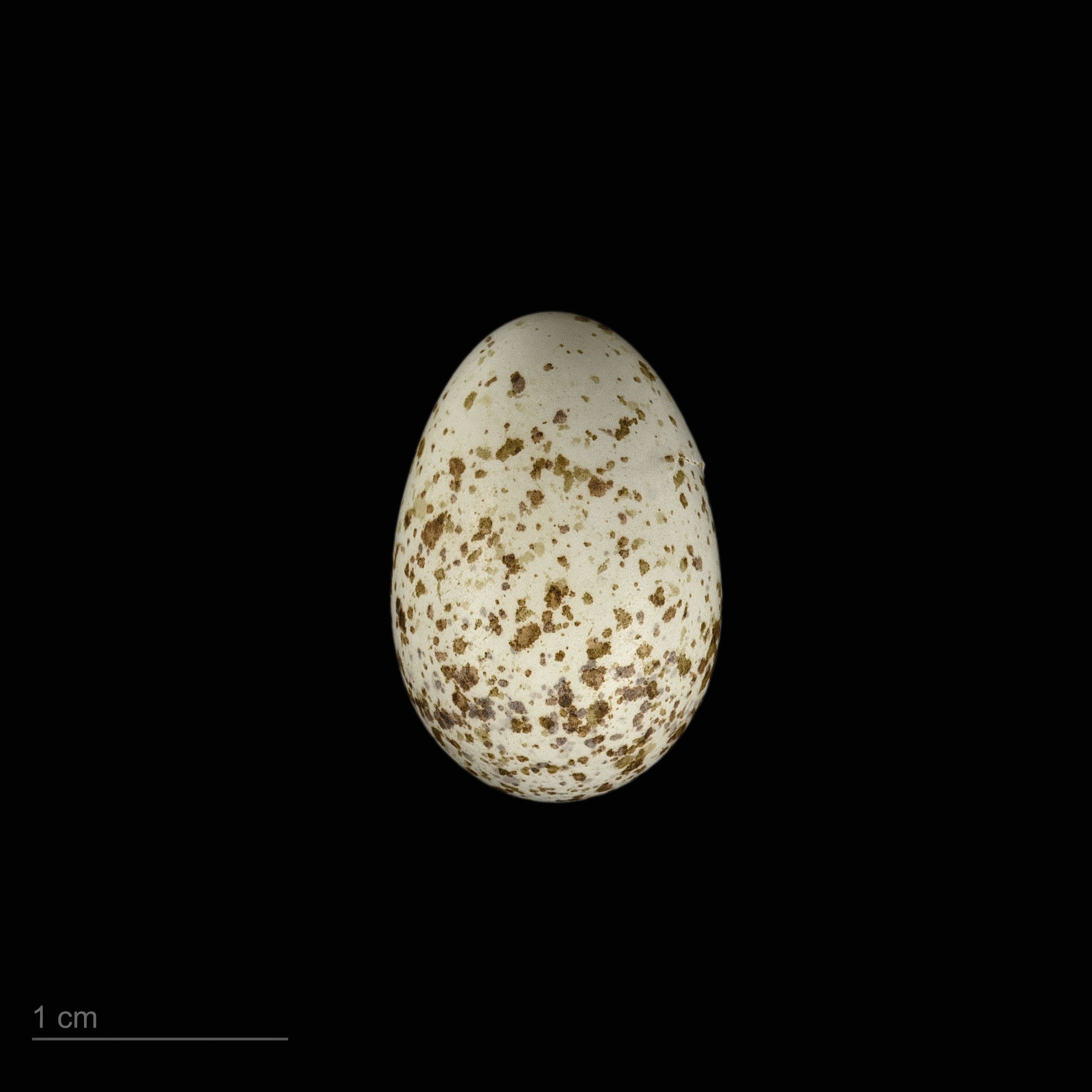
卵 Eremopterix nigriceps nigriceps

黑顶雀百灵（学名：Eremopterix nigriceps），是百灵科雀百灵属的一种，是游猎迁徙的候鸟，分布于埃及、埃塞俄比亚、伊朗、厄立特里亚、塞内加尔、乍得、马里、佛得角、索马里、卡塔尔、以色列、毛里塔尼亚、约旦、尼日尔、巴基斯坦、沙特阿拉伯、阿拉伯联合酋长国、吉布提、尼日利亚、也门、印度、苏丹、阿曼、科威特、巴林、布基纳法索、伊拉克和西撒哈拉。该物种的保护状况被评为无危。
黑顶雀百灵的平均体重约为13.5克。栖息地为亚热带或热带的（低地）干草原。